# Brayley (kráter)

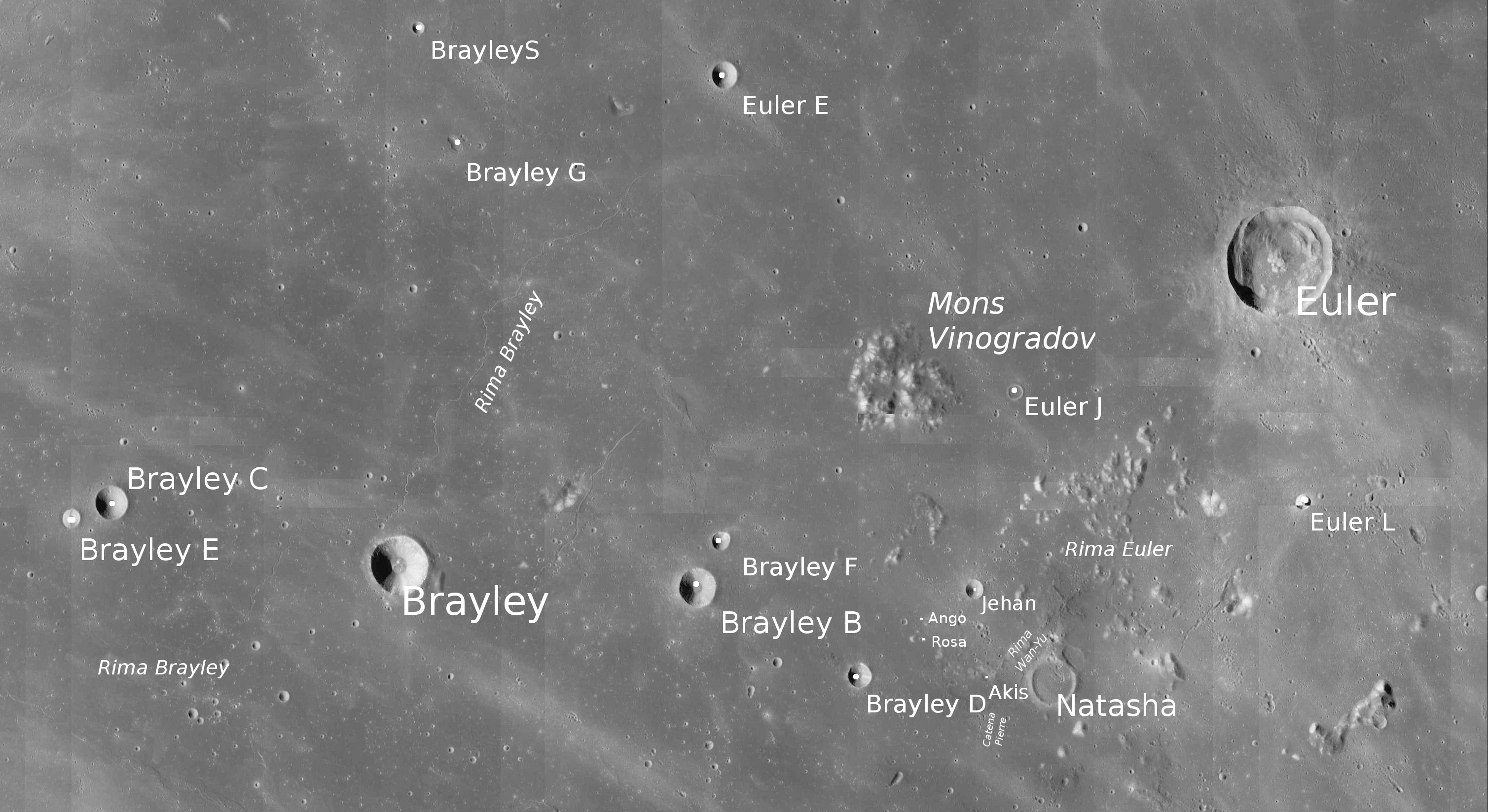
Kráter Brayley a okolí.

Brayley je malý impaktní kráter miskovitého tvaru nacházející se v jihozápadní části měsíčního moře Mare Imbrium (Moře dešťů) na přivrácené straně Měsíce. Má průměr 14,5 km, jeho dno postrádá centrální pahorek.
Od západu směrem k severu v blízkosti kráteru táhne úzká brázda Rima Brayley, která je amatérskými dalekohledy ze Země téměř nepozorovatelná. Východo-severovýchodně lze nalézt horu Mons Vinogradov. Daleko na jih leží kráter Bessarion.

## Název
Pojmenován je podle anglického geografa Edwarda Williama Brayleyho.

## Satelitní krátery
V okolí kráteru se nachází několik dalších kráterů. Ty byly označeny podle zavedených zvyklostí jménem hlavního kráteru a velkým písmenem abecedy.
| Brayley | Sel. šířka | Sel. délka | Průměr |
| ------- | ---------- | ---------- | ------ |
| B       | 20.8° S    | 34.3° Z    | 10 km  |
| C       | 21.4° S    | 39.4° Z    | 9 km   |
| D       | 20.1° S    | 32.8° Z    | 6 km   |
| E       | 21.2° S    | 39.7° Z    | 5 km   |
| F       | 21.1° S    | 34.0° Z    | 5 km   |
| G       | 24.2° S    | 36.5° Z    | 5 km   |
| K       | 21.2° S    | 41.7° Z    | 3 km   |
| L       | 20.9° S    | 42.6° Z    | 4 km   |
| S       | 25.0° S    | 36.7° Z    | 3 km   |